# Paramesacanthion allgeni
Paramesacanthion allgeni är en rundmaskart som beskrevs av Mawson 1958. Paramesacanthion allgeni ingår i släktet Paramesacanthion och familjen Enoplidae. Inga underarter finns listade i Catalogue of Life.